# افلاطونیان کمبریج

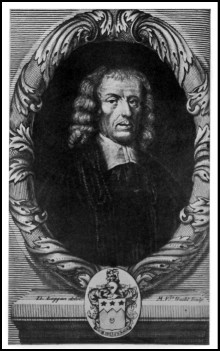
هنری مور (فیلسوف) از مکتب افلاطونی کمبریج.

افلاطونیان کمبریج (انگلیسی: Cambridge Platonists) «افلاطونیان کمبریج» گروهی تأثیرگذار از فلسفه افلاطونی فلسفه و الهیات مسیحی در دانشگاه کمبریج بودند که در طول قرن هفدهم وجود داشتند. شخصیت‌های برجسته رالف کادورث و هنری مور (فیلسوف) بودند.